# Kakkurilammi
Kakkurilammi är en sjö i Finland. Den ligger i kommunen Siikais i landskapet Satakunta, i den sydvästra delen av landet, 250 km nordväst om huvudstaden Helsingfors. Kakkurilammi ligger 52 meter över havet. I omgivningarna runt Kakkurilammi växer i huvudsak blandskog. Arean är 3,7 hektar och strandlinjen är 1,88 kilometer lång. Sjön  ingår i Karvia å huvudavrinningsområde. 